# UCI World Tour 2020
De UCI World Tour 2020 was de tiende editie van deze internationale wielercompetitie op de wielerkalender die door de UCI werd georganiseerd.

## Ploegen
Dit seizoen waren er negentien ploegen die in alle wedstrijden mochten starten. Cofidis keerde terug op het hoogste niveau en Israel Start-Up Nation nam de licentie over van het gestopte Team Katjoesja Alpecin. Dimension Data ging verder onder de naam NTT Pro Cycling.
| Ploeg                          | Land                         | Renners | Fietsmerk        | UCI-Code | Sinds |
| ------------------------------ | ---------------------------- | ------- | ---------------- | -------- | ----- |
| AG2R La Mondiale               | Frankrijk                    | 28      | Eddy Merckx      | ALM      | 2000  |
| Astana Pro Team                | Kazachstan                   | 28      | Wilier Triestina | AST      | 2005  |
| Bahrain McLaren                | Bahrein                      | 29      | Merida           | TBM      | 2017  |
| BORA-hansgrohe                 | Duitsland                    | 27      | Specialized      | BOH      | 2010  |
| CCC Team                       | Polen                        | 28      | Giant            | CPT      | 2019  |
| Cofidis, Solutions Crédits     | Frankrijk                    | 28      | De Rosa          | COF      | 1997  |
| Deceuninck–Quick-Step          | België                       | 27      | Specialized      | DQT      | 2003  |
| EF Education First Pro Cycling | Verenigde Staten             | 29      | Cannondale       | EF1      | 2005  |
| Groupama-FDJ                   | Frankrijk                    | 28      | Lapierre         | GFC      | 1997  |
| Israel Start-Up Nation         | Israël                       | 30      | De Rosa          | ISN      | 2015  |
| Lotto Soudal                   | België                       | 27      | Ridley           | LTS      | 1985  |
| Mitchelton-Scott               | Australië                    | 28      | Scott            | MTS      | 2012  |
| Movistar Team                  | Spanje                       | 28      | Canyon           | MOV      | 2004  |
| NTT Pro Cycling                | Zuid-Afrika                  | 28      | BMC              | NTT      | 2007  |
| Team INEOS                     | Verenigd Koninkrijk          | 29      | Pinarello        | INE      | 2010  |
| Team Jumbo-Visma               | Nederland                    | 27      | Bianchi          | TJV      | 1996  |
| Team Sunweb                    | Duitsland                    | 28      | Cervélo          | SUN      | 1998  |
| Trek-Segafredo                 | Verenigde Staten             | 27      | Trek             | TFS      | 2010  |
| UAE Team Emirates              | Verenigde Arabische Emiraten | 30      | Colnago          | UAD      | 1992  |

## Wedstrijden

### Coronapandemie zorgt voor herplanning
De kalender voor 2020 werd door de UCI bekendgemaakt in oktober 2019. Twee races vielen van de kalender. De Ronde van Turkije werd gedeklasseerd naar de UCI ProSeries, de Ronde van Californië slaat een jaartje over wegens organisatieproblemen.
De eerste races van het seizoen konden nog doorgaan, maar door de coronapandemie werden diverse wedstrijden uitgesteld vanaf midden maart. Op 5 mei 2020 werd door de UCI een aangepaste kalender voorgesteld. De meeste wedstrijden uit de World Tour werden herpland op een vrij korte periode waardoor er diverse overlap was tussen diverse wedstrijden. De 3 grote rondes worden afgewerkt in 72 dagen tijd.
Van een aantal wedstrijden werd een beperkte virtuele versie gehouden via Bkool en Zwift.

### Definitief afgelaste wedstrijden
De Ronde van Catalonië, de E3 BinckBank Classic, de Ronde van het Baskenland, de Ronde van Romandië, de Ronde van Zwitserland, de Clásica San Sebastián, de Grote Prijs van Quebec en de Grote Prijs van Montreal werden gedurende het seizoen geannuleerd vanwege de coronapandemie en werden niet meer herpland.
Door heropleving van de pandemie, werden alsnog een aantal wedstrijden geannuleerd op de vernieuwde kalender. Zo werden uiteindelijk de Amstel Gold Race (10 oktober) en Parijs-Roubaix (25 oktober) definitief afgelast, omdat de overheidsmaatregelen niet te verzoenen waren met het evenement.

### Afgewerkte kalender
| Datum                                          | Koers                                     | Winnaar               | Winnaar               | Klassementsleider UCI-ranking | Ploegenklassement UCI-ranking |
| ---------------------------------------------- | ----------------------------------------- | --------------------- | --------------------- | ----------------------------- | ----------------------------- |
| 21-26 januari                                  | Tour Down Under                           | Richie Porte          | Trek-Segafredo        | Primož Roglič                 | Mitchelton-Scott              |
| 2 februari                                     | Cadel Evans Great Ocean Road Race         | Dries Devenyns        | Deceuninck–Quick-Step | Primož Roglič                 | Team INEOS                    |
| 23-27 februari                                 | Ronde van de Verenigde Arabische Emiraten | Adam Yates            | Mitchelton-Scott      | Primož Roglič                 | Deceuninck–Quick-Step         |
| 29 februari                                    | Omloop Het Nieuwsblad                     | Jasper Stuyven        | Trek-Segafredo        | Primož Roglič                 | Deceuninck–Quick-Step         |
| 8-14 maart                                     | Parijs-Nice                               | Maximilian Schachmann | BORA-hansgrohe        | Primož Roglič                 | Deceuninck–Quick-Step         |
| Geen wedstrijden in verband met coronapandemie |                                           |                       |                       | Primož Roglič                 | Deceuninck–Quick-Step         |
| 1 augustus                                     | Strade Bianche                            | Wout van Aert         | Team Jumbo-Visma      | Primož Roglič                 | Deceuninck–Quick-Step         |
| 8 augustus                                     | Milaan-San Remo                           | Wout van Aert         | Team Jumbo-Visma      | Primož Roglič                 | Deceuninck–Quick-Step         |
| 5-9 augustus                                   | Ronde van Polen                           | Remco Evenepoel       | Deceuninck–Quick-Step | Primož Roglič                 | Deceuninck–Quick-Step         |
| 15 augustus                                    | Ronde van Lombardije                      | Jakob Fuglsang        | Astana Pro Team       | Primož Roglič                 | BORA-hansgrohe                |
| 12-16 augustus                                 | Critérium du Dauphiné                     | Daniel Martínez       | EF Education First    | Primož Roglič                 | BORA-hansgrohe                |
| 25 augustus                                    | Bretagne Classic                          | Michael Matthews      | Team Sunweb           | Primož Roglič                 | Deceuninck–Quick-Step         |
| 7-14 september                                 | Tirreno-Adriatico                         | Simon Yates           | Mitchelton-Scott      | Primož Roglič                 | Deceuninck–Quick-Step         |
| 29 augustus-20 september                       | Ronde van Frankrijk                       | Tadej Pogačar         | UAE Team Emirates     | Primož Roglič                 | UAE Team Emirates             |
| 30 september                                   | Waalse Pijl                               | Marc Hirschi          | Team Sunweb           | Primož Roglič                 | UAE Team Emirates             |
| 29 september-3 oktober                         | BinckBank Tour                            | Mathieu van der Poel  | Alpecin-Fenix         | Primož Roglič                 | UAE Team Emirates             |
| 4 oktober                                      | Luik-Bastenaken-Luik                      | Primož Roglič         | Team Jumbo-Visma      | Primož Roglič                 | UAE Team Emirates             |
| 11 oktober                                     | Gent-Wevelgem                             | Mads Pedersen         | Trek-Segafredo        | Primož Roglič                 | UAE Team Emirates             |
| 18 oktober                                     | Ronde van Vlaanderen                      | Mathieu van der Poel  | Alpecin-Fenix         | Primož Roglič                 | Deceuninck–Quick-Step         |
| 21 oktober                                     | Driedaagse Brugge-De Panne                | Yves Lampaert         | Deceuninck–Quick-Step | Primož Roglič                 | Deceuninck–Quick-Step         |
| 3-25 oktober                                   | Ronde van Italië                          | Tao Geoghegan Hart    | Team INEOS Grenadiers | Tadej Pogačar                 | Deceuninck–Quick-Step         |
| 20 oktober-8 november                          | Ronde van Spanje                          | Primož Roglič         | Team Jumbo-Visma      | Primož Roglič                 | Team Jumbo-Visma              |

Tour Down Under ·
Great Ocean Road Race ·
Ronde van de Verenigde Arabische Emiraten ·
Omloop Het Nieuwsblad ·
Parijs-Nice · 
Strade Bianche ·
Ronde van Polen ·
Milaan-San Remo ·
Ronde van Lombardije ·
Critérium du Dauphiné ·
Bretagne Classic ·
Ronde van Frankrijk ·
Tirreno-Adriatico · 
BinckBank Tour ·
Waalse Pijl ·
Ronde van Italië ·
Luik-Bastenaken-Luik ·
Gent-Wevelgem ·
Ronde van Vlaanderen ·
Ronde van Spanje ·
Driedaagse Brugge-De Panne

afgelaste wedstrijden: Parijs-Roubaix ·
Ronde van Guangxi ·
Ronde van Catalonië ·
E3 BinckBank Classic ·
Dwars door Vlaanderen ·
Ronde van het Baskenland ·
Eschborn-Frankfurt ·
Ronde van Romandië ·
Ronde van Zwitserland ·
Clásica San Sebastián ·
RideLondon Classic ·
EuroEyes Cyclassics ·
GP Quebec ·
GP Montreal ·
Amstel Gold Race
AG2R-La Mondiale · Astana Pro Team · Bahrain McLaren · BORA-hansgrohe · CCC Team ·  Cofidis, Solutions Crédits · Deceuninck–Quick-Step · EF Education First · Groupama-FDJ · Israel Start-Up Nation · Lotto Soudal · Mitchelton-Scott · Movistar Team ·  NTT Pro Cycling · Team INEOS · Team Jumbo-Visma · Team Sunweb · Trek-Segafredo · UAE Team Emirates
2011 · 2012 · 2013 · 2014 · 2015 · 2016 · 2017 · 2018 · 2019 · 2020 · 2021 · 2022 · 2023 · 2024 · 2025
Tour Down Under · Great Ocean Road Race · Ronde van de Verenigde Arabische Emiraten · Omloop Het Nieuwsblad · Strade Bianche · Parijs-Nice · Tirreno-Adriatico · Milaan-San Remo · Ronde van Catalonië · Classic Brugge-De Panne · E3 Harelbeke · Gent-Wevelgem · Dwars door Vlaanderen · Ronde van Vlaanderen · Ronde van het Baskenland · Parijs-Roubaix · Amstel Gold Race · Waalse Pijl · Luik-Bastenaken-Luik · Ronde van Romandië · Eschborn-Frankfurt · Ronde van Italië · Ronde van Auvergne-Rhône-Alpes · Ronde van Zwitserland · Copenhagen Sprint · Ronde van Frankrijk · Clásica San Sebastián · Ronde van Polen · Cyclassics Hamburg · Renewi Tour · Ronde van Spanje · Bretagne Classic · GP van Québec · GP van Montréal · Ronde van Lombardije · Ronde van Guangxi